# Esquirol de cuixes vermelles
L'esquirol de cuixes vermelles (Dremomys pyrrhomerus) és una espècie de rosegador de la família dels esciúrids. Viu a la Xina (províncies de Hainan, Guizhou, Guangxi, Sichuan, Anhui, Guangdong, Hunan i Hubei) i l'extrem septentrional del Vietnam. El seu hàbitat natural són les zones rocoses, on es refugia dins de forats. A l'hivern redueix bastant la seva activitat. És una espècie en risc mínim, és a dir, no sembla que hi hagi cap amenaça significativa per a la seva supervivència. El seu nom específic, pyrrhomerus, significa ‘amb cuixes de color de foc’ en llatí.